# Maison de correction
 (novembre 2016).
Une maison de correction (dite aussi « maison de redressement ») est une institution destinée à réinsérer des mineurs posant des problèmes de discipline et de petite délinquance. 

## France

### Histoire
Au tout début du XIXe siècle, on incarcérait les jeunes délinquants dans les prisons. Ce système avait le défaut de mélanger jeunes délinquants et criminels parfois même récidivistes, ce qui n'était pas de bon augure pour le futur des jeunes. L'ancêtre de la maison de correction fut instauré dans les années 1820-1830. Il fut essayé la séparation des mineurs et des majeurs dans la même prison, sans succès. On construisit donc une prison spéciale, la Petite-Roquette à Paris en 1836. Cette dernière était une prison cellulaire pour mineurs délinquants vagabonds et enfants relevant de la correction paternelle. Dans la journée, les jeunes détenus travaillaient en silence en ateliers et recevaient une instruction élémentaire et religieuse. Cette méthode fut critiquée et considérée comme un échec en raison de son fonctionnement trop strict. Jusqu'en 1860, l'heure n'était pas au projet d'éducation. Le modèle était le châtiment et l'enfermement, comme dans des colonies pénitentiaires. 
La maison de correction naît d'un traité du 10 avril 1869 sous la forme de « colonies pénitentiaires agricoles » ; il s'agissait essentiellement de maisons privées à la campagne. L'État en multiplie la création, les mineurs y sont placés pendant de très longues années, dans une simple logique d'exclusion et de punition. L'objectif de ces maisons de correction est de redonner aux jeunes délinquants un comportement correct, conforme aux règles sociales, à la bienséance ou à la morale, mais aussi de sanctionner une erreur ou une faute.
Aux XIXe et XXe siècles, l'importance accordée par la Troisième République à l'éducation et à la protection de l'enfant, les premiers travaux de psychologie sur la jeunesse délinquante et la constitution dans les tribunaux de comités de défense des enfants feront évoluer la législation. En 1990, l’éducation surveillée devient protection judiciaire de la jeunesse. En 1997, on voit apparaître des centres d'éducation renforcée.
Ainsi, depuis les années 1960[réf. souhaitée], les établissements destinés aux mineurs délinquants en France ne sont plus appelés « maisons de correction ». On a pu les appeler centres d'observation ou centres de rééducation, et depuis 2002, il s'agit des centres éducatifs fermés.

## Sources
- Devoir d'histoire (Présent sur un serveur de l'académie de Versailles) signé Françoise Tétard, historienne
- Site prison.en.org
- Les écoles de préservation, site enap.justice.fr
- La maison pénitentiaire pour filles de Cadillac (Gironde), sur le site enfants en justice